# Pinkerton's Assorted Colours
I Pinkerton's Assorted Colours sono stati un gruppo musicale inglese di genere pop e beat, ricordato soprattutto per la loro Mirror, Mirror (1965).

## Storia del gruppo
I Pinkerton's Assorted Colours, precedentemente The Liberators, vennero formati negli anni sessanta a Rugby. Nel corso della loro carriera pubblicarono solamente sei singoli, il primo dei quali, Mirror, Mirror del 1965, entrò alla nona posizione della classifica britannica. Furono invece successi minori i seguenti Don't Stop Loving Me Baby e Magic Rockin' Horse, entrambi editi nel 1966. I Pinkerton's Assorted Colours si sciolsero durante la seconda metà del decennio; nel 1969, dalle loro ceneri, nacquero i Flying Machine.

## Formazione
- Tony Newman – voce, chitarra
- Samuel "Pinkerton" Kempe – voce, autoharp
- David Holland – batteria
- Barrie Bernard – basso
- Tom Long – chitarra
- Stuart Colman – basso, pianoforte elettrico
- Steve Jones – chitarra, voce
- Paul Bridge-Wilkinson – batteria, voce
- Michael Summerson – basso, voce
- Philip Clough – chitarra, voce
- Peter Robbins – batteria, voce
- Martyn "Stalky" Gleeso – batteria
- Terry Stevenson Drummer – batteria
- Alan Baldwin – chitarra

## Discografia

### Singoli
- 1965 – Mirror, Mirror
- 1966 – Don't Stop Loving Me Baby
- 1966 – Magic Rockin' Horse
- 1967 – Mum and Dad
- 1968 – There's Nobody I'd Sooner Love
- 1968 – Kentucky Woman